# ミュージック・ジャンプ
『Music Jump』（ミュージック・ジャンプ）は、1997年4月6日から2000年3月26日までNHK BS2で放送された音楽バラエティ番組である。略称は「MJ」（エムジェイ）。
なお、BSアナログのハイビジョン実用化試験放送でも放送されていたため、BS2においても当初はレターボックス形式で放送されていた。

## 概要
前番組『アイドルオンステージ』をリニューアルした若者向けの音楽バラエティ番組である。毎週日曜日18:00 - 18:55に放送された。
2部構成で、前半の約30分がジャニーズ事務所所属のタレント（初期はV6、途中からジャニーズJr.）が運営するボーイズサイド（Boy's side）、後半の約30分が女性アイドルが運営するガールズサイド（Girl's side）である。この二つはそれぞれ関連性も連続性もなく、事実上独立した番組であった。

## ボーイズサイド（Boy's side）
1998年3月22日放送分まではV6を中心とした番組であったが、1998年4月12日放送分からは滝沢秀明を中心としたジャニーズJr.の番組となった。この番組の内容はそのまま『ザ少年倶楽部』へと続いていく。

### V6時代
V6およびジャニーズJr.（主に滝沢秀明・今井翼）が司会進行する。
主なコーナー
JUMPコロシアム
V6とジャニーズJr.が様々なスポーツで対戦。「JUMP文化コロシアム」と称するときもあった。司会は秋山純、三浦勉。
いのっち裁判
井ノ原快彦がComing CenturyもしくはJr.を裁く。被告人は裁判中は発言が許されず、鳴り物（クラクション等）で表現しなくてはならない。被告人がComing Centuryのときは坂本昌行か長野博が、Jr.のときはJr.が検察官と弁護人となった。滝沢と今井が陪審員として有罪か無罪かの評決を下す。
週刊Jr.壁新聞
視聴者からの投書を紹介。ジャニーズの内輪ニュースを伝える。今井が編集長、滝沢がアシスタント。
Jr.交換日記
毎週行われるJr.からJr.への伝言。あくまで一方通行であった。
Jr.文化センター
ゲストを先生として招き、学校では教えないことを勉強する。

### ジャニーズJr.時代
主なコーナー
Jr.大法廷
V6時代の「いのっち裁判」から引き続きのコーナー。被告・検察官・弁護人・裁判官・証人はすべてジャニーズJr.。裁判長は主として滝沢が務めた。
前期は判決によって検察官と弁護人が罰ゲームを受けていた。検察官は大坂俊介、弁護人は生田斗真（2人が被告のときは別のメンバーが代理を務める）。後に検察官が小原に代わり、その後は罰ゲームが廃止された。
Jr.交換日記
V6時代から引き続きのコーナー。
週間Jr.道
V6時代の「JUMPコロシアム」を改題したコーナー。このコーナーのみジャニーズタレント以外のゲストが出演した。
Jr.575
視聴者から寄せられたJr.に関する川柳2つを紹介し、良いほうを決める。
週間Jr.問題
お茶の間のセットで、視聴者からの寄せられた相談事について語り合う。結論は「今週の小原的結論」で小原が叫んで決めるが、小原以外の時もあった。
King of MJ
Jrが特技を披露する。司会進行はB.I.G.（生田斗真、山下智久、他）。審査委員は滝沢など3名。
MJ何でも出口調査
スタジオ入り口にボードを設置し、あるテーマに対し2択で答えてもらう。出演者全員に対しアンケートを行い、最終結果をスタジオで発表する。
MJ何でも討論会
『MJ何でも出口調査』の後継。あるテーマに対し、2つの意見に分かれて討論を行う。時にメンバーの素顔や衝撃告白なども。

## ガールズサイド（Girl's side）
女性アイドルがライブやトークを繰り広げる30分番組であった。2000年4月からの後番組は『BEAT MOTION』となっている。

### 主なレギュラー出演者
当時のライジングプロダクション（現・ヴィジョンファクトリー）およびミューズエンタテインメント（後のぱれっと）所属の女性アイドルが多く起用された（下記において、名前の後ろに☆印が付いているユニット、メンバーが該当）。
- 神田うの - 司会進行
- B.B.WAVES - 1997年、番組初期の頃に出演。
- D&D☆（OLIVIA☆、上原あや☆、比嘉千賀乃☆）
OLIVIAは、1999年からソロ活動の活発化とともにほとんど出演しなくなった。
- MISSION☆（三浦絵理子、沖弥生、佐藤千寿子、折田みゆき☆、橋本真実）
1998年後半にCDデビューした頃からほぼレギュラー出演。
- 八反安未果 ☆

#### 番組内限定グループ
Liberty Girls
中野以外は、ベイキャニオンズの構成メンバーでもあった。国分は、番組の後期には他の仕事との兼ね合いで出演しないことが多かった。
- 磯辺りえ☆
- 北川恵麻☆
- 国分佐智子☆
- 山内えりか☆
- 中野良子[3]☆

MJ-Party
かなりメンバーの入れ替わりが激しかったが、MISSIONも含め、フジテレビ『アイドルハイスクール 芸能女学館』の出演者と多く重複。
以下、主なメンバー。上から、番組登場時期が早い順。
- 幸田まいこ☆、深海理絵☆、三浦直子☆
- 松田一沙、八木沼真由子、山田愛子、村田洋子
- 安田良子、坂本三佳
- 国仲涼子☆
- 中村かすみ☆

#### アイドル声優枠
毎週必ず1組は、当時のアイドル声優が出演していた。主に「アイドルオンステージ」から継続の國府田マリ子が出演しており、これがきっかけで『みんなのうた』にも抜擢された。
- 國府田マリ子
- 櫻井智
- 岩男潤子
- 横山智佐＆野上ゆかな